# Thermalisation des neutrons

Schéma de la thermalisation des neutrons

La thermalisation des neutrons est le ralentissement des neutrons par une suite de chocs avec les noyaux des atomes d'un modérateur. Un neutron thermalisé est dit neutron thermique ou neutron lent. Il a une énergie cinétique inférieure à 0,025 eV et une vitesse inférieure à 2 190 m/s. On le distingue ainsi des neutrons dits neutrons rapides dont l'énergie est supérieure à 0,907 MeV et la vitesse supérieure à 13 170 km/s. Le spectre des énergies intermédiaires est dit épithermique.
Un réacteur à neutrons thermiques ou réacteur à neutrons lents utilise un modérateur pour ralentir les neutrons issus des réactions de fission. En l'absence de modérateur, le réacteur est appelé réacteur à neutrons rapides.
La principale raison pour laquelle on utilise ce procédé de ralentissement des neutrons est de permettre aux neutrons d'interagir avec les atomes fissiles (uranium 235 ou plutonium 239) présents dans le combustible d'un réacteur nucléaire. En effet, lorsqu'un atome fissile se brise après absorption d'un neutron thermique, il émet deux ou trois neutrons rapides possédant une vitesse comparable à 20 000 km/s (énergie de l'ordre de 2 MeV). À cette vitesse, il est peu probable qu'un autre atome fissile absorbe ce neutron, et ce pour deux raisons:
- d'une part, s'il y a collision, la probabilité de déclencher une fission est plus faible pour un neutron rapide (la section efficace est sensiblement 250 fois plus grande avec un neutron thermique qu'avec un neutron rapide)
- et d'autre part, le neutron rapide va pour l'essentiel, en ligne droite et sort rapidement du cœur du réacteur, tandis que le neutron thermique effectue un mouvement brownien aléatoire lui donnant une trajectoire bien plus longue.

C'est pourquoi dans une centrale nucléaire, il est préférable d'effectuer la thermalisation des neutrons à l'aide d'un modérateur pour permettre un meilleur rendement du réacteur.

## Chocs en ralentissement
En réacteur à eau pressurisée les neutrons de fission sont émis à une vitesse moyenne voisine de 19 300 km/s, la vitesse de thermalisation est de 3,1 km/s, soit environ 6 250 fois moins. Près de 30 chocs sont nécessaires pour effectuer ce ralentissement sans qu'intervienne de capture. La durée du ralentissement est de l'ordre de 4,2 × 10−5 s ce qui est très rapide comparé par exemple à la durée de vie moyenne des neutrons (plus de 800 secondes) ou au délai moyen de production des neutrons retardés (plus de 10 secondes).
À remarquer que l'oxygène très peu capturant ne perturbe que modérément l'efficacité de l'eau ou de l'eau lourde et améliore un peu la situation dans le combustible.
Avec l'uranium (métallique) pur près de 2 000 chocs sont nécessaires pour rallier l'énergie thermique, ce qui ne laisse que peu de chance au neutron de ne pas être capturé par l'uranium 238, on trouve ainsi une illustration de la nécessité d'atomes légers modérateurs dans le réacteur[réf. nécessaire].
| Corps considéré | Rapport moyen de réduction de vitesse par choc = {\displaystyle \varepsilon } | Nombre moyen de chocs pour thermalisation | Observations                                |
| --------------- | ----------------------------------------------------------------------------- | ----------------------------------------- | ------------------------------------------- |
| Hydrogène (pur) | 0,636                                                                         | 19                                        | Cas théorique                               |
| Oxygène (pur)   | 0,942                                                                         | 147                                       | Cas théorique                               |
| Eau légère      | 0,725                                                                         | {\displaystyle {\color {Blue}27}}         |                                             |
| Deutérium (pur) | 0,710                                                                         | 26                                        | Cas théorique                               |
| Eau lourde      | 0,780                                                                         | {\displaystyle {\color {Blue}35}}         |                                             |
| Graphite        | 0,925                                                                         | {\displaystyle {\color {Blue}112}}        |                                             |
| Béryllium       | 0,903                                                                         | 86                                        |                                             |
| Zirconium       | 0,989                                                                         | 804                                       |                                             |
| Uranium enrichi | 0,996                                                                         | 2 086                                     | Cas théorique sauf en réacteur de recherche |
| Oxyde d'uranium | 0,960                                                                         | 212                                       |                                             |
| Sodium          | 0,959                                                                         | 204                                       | T = 500 °C                                  |